# شهرستان شانگیی
شهرستان شانگیی (به لاتین: Shangyi County) یک شهرستان‌های جمهوری خلق چین در چین است که در جانگجیاکو واقع شده‌است.